# Ignacio González de Careaga
Ignacio González de Careaga y Urquijo (Bilbao, 4 de febrero de 1894 -  ?) fue un abogado y político español tradicionalista. Fue diputado en las Cortes entre 1918 y 1920.

## Biografía
Nació en el distrito bilbaíno de Begoña. Era hijo de Justo Miguel González de Careaga y Escobosa, natural de Méjico, y Rafaela Urquijo e Ybarra. Su padre, de afiliación monárquica, figuró entre los componentes del grupo fundacional de La Gaceta del Norte, órgano de opinión católico, que nació en 1901 bajo la inspiración de José María Urquijo Ybarra.  
Sus abuelos maternos eran Adolfo Urquijo Goicoechea, asesor jurídico, y María del Rosario Ybarra Arambarri, procedente de una distinguida familia vizcaína. Era sobrino, por tanto, de Julio Urquijo Ibarra, Adolfo Gabriel Urquijo Ibarra y José María Urquijo Ibarra. Dos de sus hermanos fueron alcaldes de Bilbao: Adolfo González de Careaga (entre 1930 y 1931) y José María González de Careaga, en 1938.  
El 11 de febrero de 1917 Ignacio González de Careaga contrajo matrimonio con María Villalonga Medina, con quien tuvo varios hijos.

### Trayectoria política y periodística

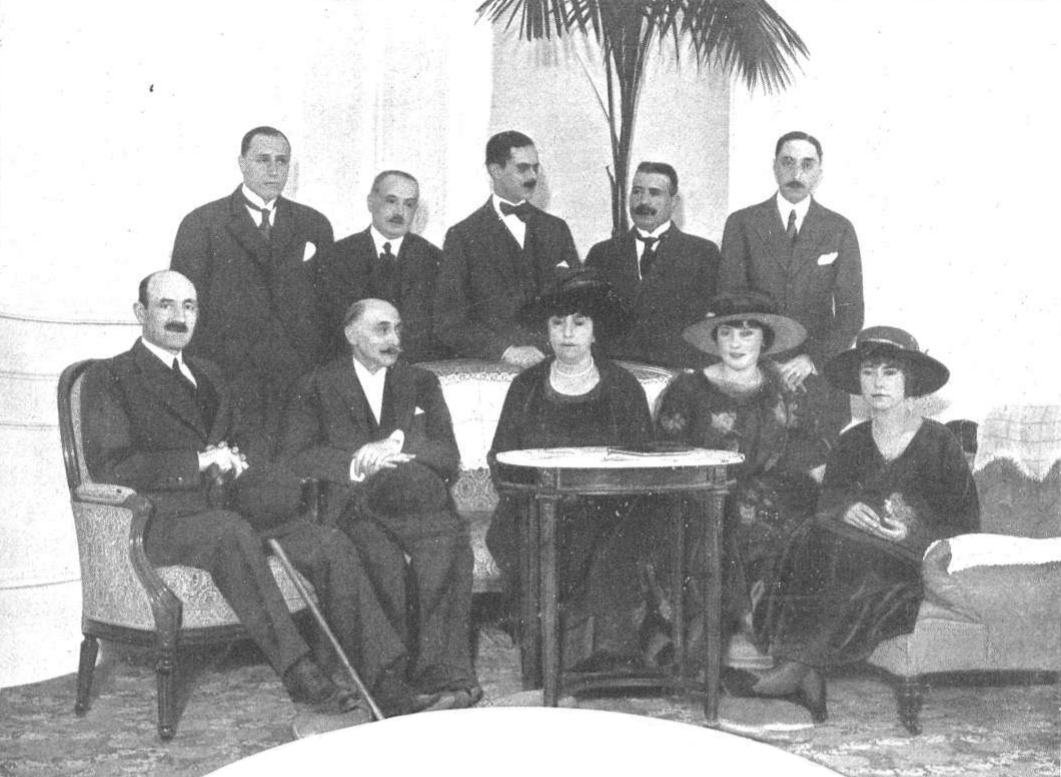
Ignacio González de Careaga (de pie a la izquierda) y otros diputados tradicionalistas con Beatriz de Borbón, hermana de Don Jaime, en 1918.

En las elecciones de febrero de 1918 obtuvo el acta de diputado por el distrito de Burgos, obteniendo 10.911 votos de los 23.184 censados.
Tradicionalmente de los tres escaños que correspondían a la capital, dos correspondían al partido en el Gobierno, quedando el otro para la oposición. Ignacio G. de Careaga, tradicionalista, se enfrentó a la candidatura del regionalista Antonio Zumárraga Díez.
En 1919 se adhirió a la escisión de Juan Vázquez de Mella y se separó del jaimismo. Fue secretario de la Acción Tradicionalista (mellista) de Vizcaya. Se presentó nuevamente a las elecciones de 1919 por el distrito de Tolosa (Guipúzcoa), y logró revalidar su acta de diputado.
Durante la dictadura de Primo de Rivera formó parte de la Unión Patriótica. En 1924 presentó a la Diputación de Vizcaya un proyecto regional para derogar las sucesivas leyes que habían suprimido los fueros de la provincia, dentro de la unidad española. En dicho proyecto defendía además la cooficialidad de la lengua vascongada para la región.
En marzo de 1925 fue nombrado Gobernador civil de la provincia de Logroño.
Dirigió la publicación madrileña España Tradicionalista. En 1931 regresó a la disciplina de la Comunión Tradicionalista, pero poco después se adhirió al grupo octavista. Posteriormente abandonó la política y se trasladó a América.